# Physical Review Letters
Physical Review Letters (PRL), establerta el 1958, és una revista científica avaluada per experts que es publica 52 vegades a l'any per la Societat Americana de Física. Com es confirma també per diverses mesures estàndards, com ara el factor d'impacte dels Journal Citation Reports i l'índex-h per a revistes proposat per Google Scholar, tant físics com altres científics consideren Physical Review Letters com una de les revistes més prestigioses del camp de la física.
PRL es publica com una revista impresa i en format electrònic, tant en línia com en CD-ROM. El seu objectiu és la ràpida difusió de resultats significatius, o notables, en recerca fonamental en tots els temes relacionats amb tots els camps de la física. Això s'aconsegueix mitjançant la ràpida publicació d'informes breus, anomenat «cartes» (en anglès, letters). Els treballs es publiquen i queden disponibles electrònicament un article a la vegada. En publicar-se d'aquesta manera, l'article està disponible per a ser citat per altres treballs. El nou editor principal és Pierre Meystre. El cap de redacció és Reinhardt B. Schuhmann.